# 彭德尔山

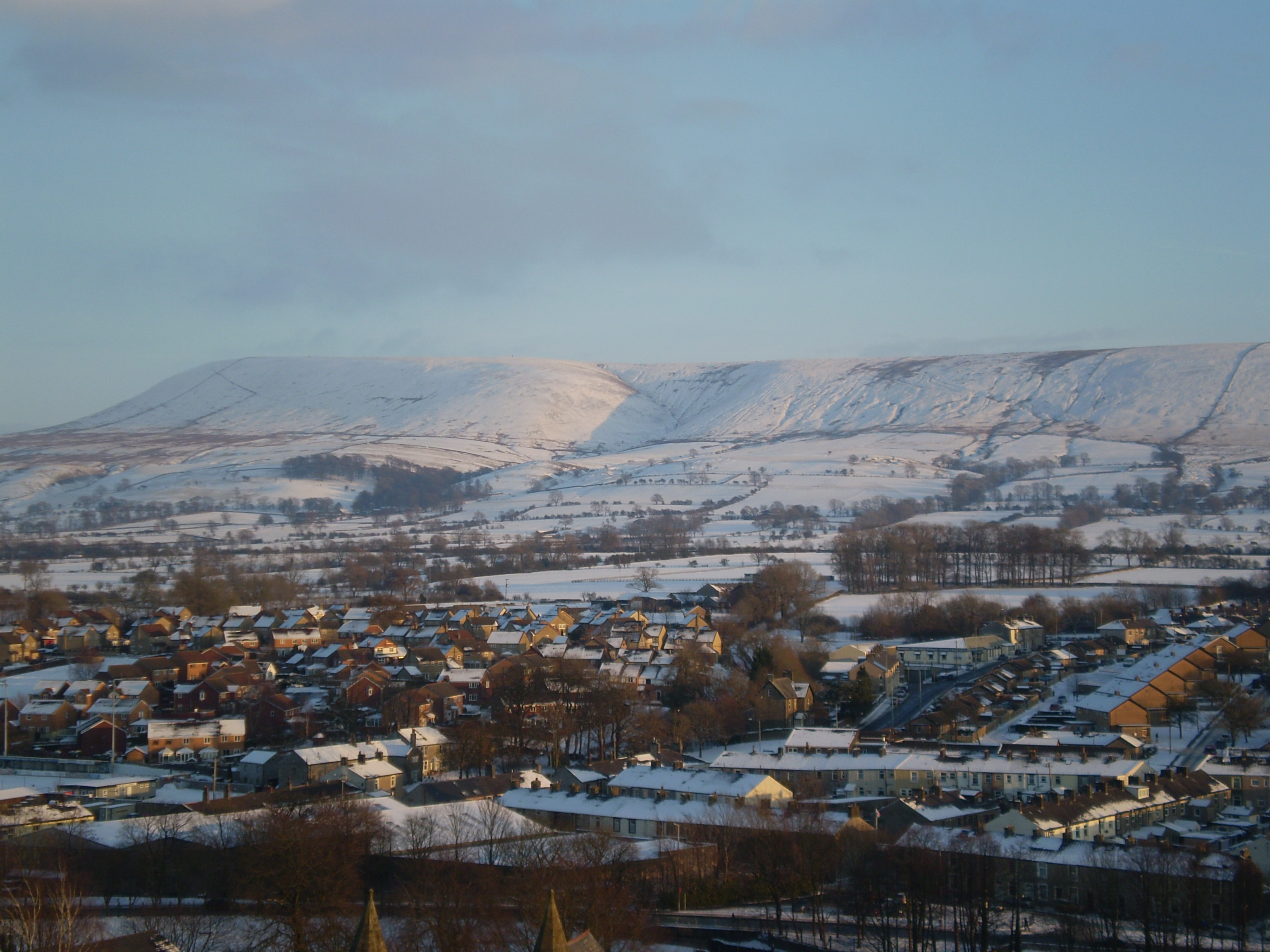

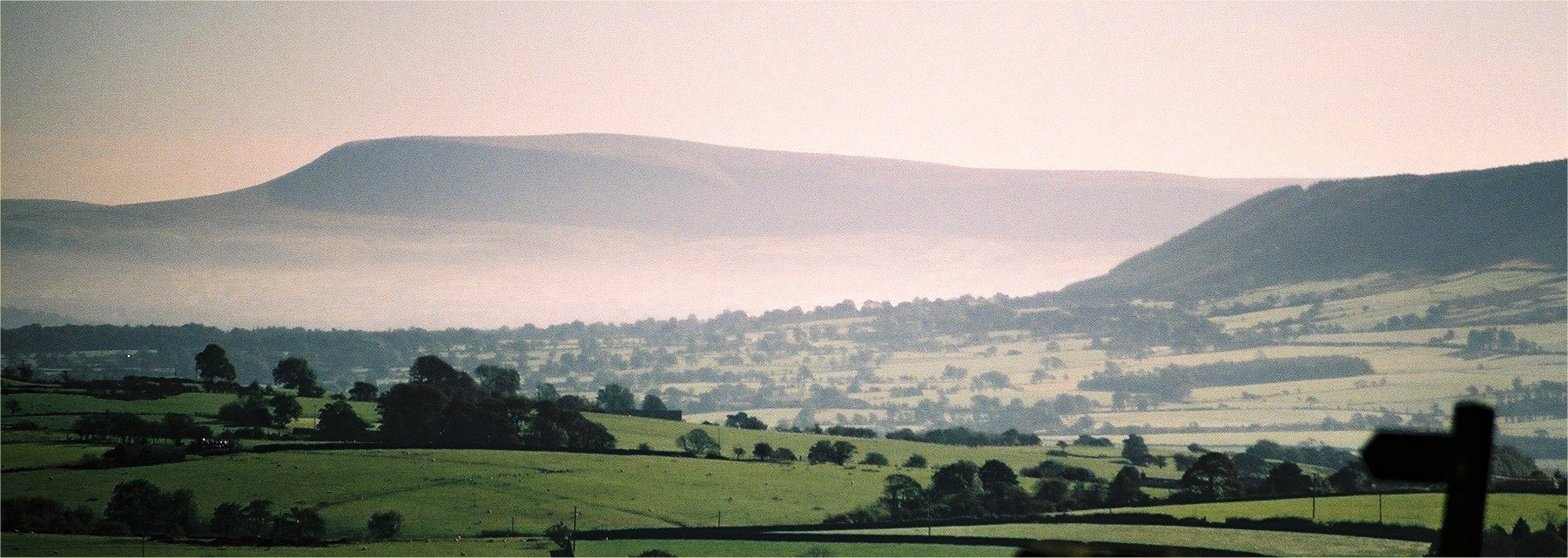

彭德尔山（Pendle Hill）是奔宁山脉的一座孤立的小山，位于英格兰兰开夏郡的东部，附近的市镇有伯恩利、尼尔森、科尔内、克利瑟罗和帕迪汉姆。山顶海拔557（1,827英尺）。兰开夏郡的彭德尔非都市區因其而得名。它是鲍兰森林杰出自然风景区的一部分。

## 历史
这座山因17世纪发生的三个事件而著名：彭德尔女巫审判（1612年）、理查德·汤利的气压表实验（1661年），以及乔治·福克斯登山见异象（1652年），创立公谊会（贵格会）。
今天的贵格会仍然使用彭德尔山这个名字，在美国费城附近设有彭德尔山贵格会研究和沉思中心（Pendle Hill Quaker Center for Study and Contemplation）。